# 227e régiment d'artillerie
Le 224e régiment d'artillerie est un ancien régiment d'artillerie de l'armée française. Créé en 1917 pendant la Première Guerre mondiale et dissout à l'issue de cette dernière, il est recréé en 1939 au début de la Seconde Guerre mondiale et disparaît fin juin 1940 pendant la bataille de France.

## Création et différentes dénominations
- avril 1917 : 227e régiment d'artillerie de campagne (227e RAC)
- 1919 : dissolution[réf. souhaitée]
- septembre 1939 : création du 227e régiment d'artillerie lourde divisionnaire
- juin 1940 : dissolution

## Historique des opérations et garnisons du régiment

### Première Guerre mondiale
Le régiment est créé en avril 1917 par regroupement des trois groupes d'artillerie de campagne formant l'artillerie divisionnaire de la 46e division d'infanterie :
- un groupe du 27e régiment d'artillerie campagne,
- un groupe du 29e régiment d'artillerie campagne,
- un groupe du 55e régiment d'artillerie campagne.

### Seconde Guerre mondiale
Le 227e RALD est mobilisé le 8 septembre 1939 au centre mobilisateur d'artillerie no 1. Il est affecté à la 51e division d'infanterie, dont il forme l'artillerie avec le 27e RAD. Commandé par le lieutenant-colonel Mallez, il est constitué de deux groupes de canons de 155 C modèle 1917 hippomobiles.
La division, affectée au front de Lorraine pendant la bataille de France, se replie à partir du 15 juin et est capturée le 22 juin dans la région de Sexey-aux-Forges.

## Décoration
Deux fois cité à l'ordre de l'armée pendant la Grande Guerre, le régiment porte la fourragère aux couleurs de la Croix de guerre 1914-1918.

### Sources et bibliographie
- Grandes Unités Françaises, vol. 2, Imprimerie nationale, 1967.
- Jean-Yves Mary, Quelque part sur la ligne Maginot: l'ouvrage de Fermont, 1930-1980, Sercap, 1985 (ISBN 978-2-7321-0224-5, lire en ligne).